# Umuara junin
Umuara junin är en spindelart som beskrevs av Antonio D. Brescovit 1997. Umuara junin ingår i släktet Umuara och familjen spökspindlar.
Artens utbredningsområde är Peru. Inga underarter finns listade i Catalogue of Life.